# كأس جمهورية أيرلندا 2004
كأس جمهورية أيرلندا 2004 (بالإنجليزية: 2004 FAI Cup)‏ هو موسم من كأس جمهورية أيرلندا. أشرف على تنظيمه اتحاد أيرلندا لكرة القدم، وكان عدد الأندية المشاركة فيه 42، وفاز فيه لونغفورد تاون ‏.